# جمال هونال
جمال هونال (بالتركية: Cemal Hünal)‏ هو ممثل تركي ولد في يوم 2 تشرين الأول 1976 في مدينة إسطنبول في تركيا، مثل في عدة مسلسلات منها مسلسل عاصي ومسلسل تتار رمضان ومسلسل حطام ومسلسل الصفعة العثمانية ومسلسل قيامة أرطغرل ويمثل فيه دور القائد (أريس، احمد عندما أسلم).

## أعماله
مسلسلات منها
| عاصي                               | 2007      |
| تتار رمضان                         |           |
| حطام                               | 2014-2017 |
| الصفعة العثمانية                   |           |
| قيامة أرطغرل الموسم الثالث والرابع | 2016-2017 |

مسلسل حب بلا حدود بدور (يلماز)
٢٠٢٣

## روابط خارجية
- جمال هونال على موقع IMDb (الإنجليزية)
- جمال هونال على موقع ألو سيني (الفرنسية)
- جمال هونال على موقع أول موفي (الإنجليزية)
- جمال هونال على موقع قاعدة بيانات الفيلم (الإنجليزية)
- جمال هونال على موقع كينوبويسك (الروسية)